# أوقست اولسون
أوقست اولسون (بالسويدية: August Olsson)‏ هو ربان ‏ سويدي، ولد في 18 أغسطس 1878 في ستوكهولم في السويد، وتوفي في 14 أغسطس 1943.

## وصلات خارجية
- أوقست اولسون على موقع أوليمبيديا (الإنجليزية)
- أوقست اولسون على موقع اللجنة الأولمبية السويدية (السويدية)